# Joachim Pröhl
Joachim Pröhl (* 17. Juni 1932 in Berlin) ist ein deutscher Arzt. Er bekleidete als Sanitätsoffizier der Bundeswehr den Dienstposten Admiralarzt der Marine und war nach seiner Pensionierung 1992–1995 Präsident der Deutschen Lebens-Rettungs-Gesellschaft (DLRG). Von Oktober 1992 bis 1996 war er Präsident der Gesellschaft für Tauch- und Überdruckmedizin. Er ist Facharzt für Innere Medizin und Arbeitsmedizin mit der Zusatzbezeichnung Flugmedizin.

## Leben
Pröhl absolvierte das Abitur in Oschersleben/Bode und studierte 1950–1952  an der Martin-Luther-Universität Halle-Wittenberg und der TU Berlin Mathematik und Ingenieurwissenschaften. 1952 wechselte er zur Medizin an der Freien Universität Berlin. Nach der Medizinalassistentenzeit in West-Berlin wurde er 1960 als Arzt approbiert. 
Nach seiner Tätigkeit als wissenschaftlicher Assistent an der Universitätsklinik der FU Berlin promovierte er 1962 und trat als Stabsarzt in den Sanitätsdienst der Bundeswehr. Er diente zunächst als Truppenarzt des Marine-Dienst- und Seenotgeschwaders und absolvierte bei der Naval Air Station Pensacola die Ausbildung zum Fliegerarzt. Es folgten die Verwendung als Fliegerarzt und Staffelchef im Marinefliegergeschwader 2, der Fallschirmspringerlehrgang an der Luftlande- und Lufttransportschule und die Pilotenausbildung bei der Lufthansa. In Hamburg wurde er am Bernhard-Nocht-Institut für Tropenmedizin und am Allgemeinen Krankenhaus St. Georg (Innere Medizin und Arbeitsmedizin) weitergebildet.
Ab 1975 war er Oberarzt der Inneren Abteilung vom Bundeswehrkrankenhaus Hamburg. Zum Flottenarzt befördert, war er ab 1978 Leitender Sanitätsoffizier der Marinefliegerdivision in Kiel. 1985 wurde er Leiter des Schifffahrtmedizinischen Instituts der Marine. In seiner letzten militärischen Verwendung war er von April 1989 bis zur Pensionierung Admiralarzt der Marine und Leiter der Abteilung III Marinesanitätsdienst im Marineamt.